# Nová Ves nad Žitavou
Nová Ves nad Žitavou é um município da Eslováquia, situado no distrito de Nitra, na região de Nitra. Tem 10,17 km² de área e sua população em 2018 foi estimada em 1.352 habitantes.

## Demografia
| Ano:        | 1994 | 2004   | 2014   | 2024   |
| ----------- | ---- | ------ | ------ | ------ |
| Broj ljudi: | 1321 | 1273   | 1340   | 1392   |
| Razlika:    |      | -3,63% | +5,26% | +3,88% |

| Ano:               | 2023 | 2024   |
| ------------------ | ---- | ------ |
| Número de pessoas: | 1391 | 1392   |
| Diferença:         |      | +0,07% |